# Lobopteromyia
Lobopteromyia is een muggengeslacht uit de familie van de galmuggen (Cecidomyiidae).

## Soorten
- L. filicis (Felt, 1907)
- L. venae Felt, 1914